# Kümmel (Ebensfeld)
Kümmel ist ein Gemeindeteil des oberfränkischen Marktes Ebensfeld im Landkreis Lichtenfels.

## Geographie
Kümmel liegt in etwa fünf Kilometer Entfernung südöstlich von Ebensfeld in einem Seitental mit bewaldeten Hängen östlich vom Maintal. Das Dorf ist in Ost-West-Richtung angeordnet und wird vom Kümmelbach durchflossen. Eine in Kümmel endende Gemeindeverbindungsstraße führt nach Kleukheim.

## Geschichte
Kümmel wurde 1137 erstmals urkundlich erwähnt, als der Bamberger Bischof Otto zur Unterhaltung der von ihm gegründeten Zelle Sankt Getreu im östlichen Teil des Michelsberges Besitz bei Kemeritz übertragen bekam, der später unter anderem gegen „Chumele“ eingetauscht wurde. 1801 standen in dem Dorf ein Gemeindehirtenhaus und 18 andere mit Stadeln versehene Häuser. Die Dorfherrschaft besaß das Lichtenfelser Amt des Bamberger Fürstbischofs.
Im Jahr 1862 wurde Kümmel in das neu geschaffene bayerische Bezirksamt Staffelstein eingegliedert. Die Landgemeinde gehörte zum Landgericht Staffelstein. 1871 hatte Kümmel 105 Einwohner und 22 Wohngebäude. Die katholische Schule und Kirche befanden sich im 2,5 Kilometer entfernten Kleukheim. 1900 hatte die Landgemeinde eine Fläche von 249,91 Hektar, 96 Einwohner, die alle katholisch waren, und 21 Wohngebäude. und 1925 108 Personen in 18 Wohngebäuden. 1950 waren es 98 Einwohner und 17 Wohngebäude. Der Ort gehörte zum Sprengel der evangelischen Pfarrei Staffelstein. Im Jahr 1970 zählte Kümmel 83, 1987 65 Einwohner sowie 17 Wohnhäuser mit 17 Wohnungen.
Am 1. Juli 1971 wurde Kümmel nach Kleukheim eingemeindet. Am 1. Mai 1978 folgte die Eingliederung der Gemeinde Kleukheim in den Markt Ebensfeld.

## Sehenswürdigkeiten
Die katholische Kapelle St. Maria gehört zur Pfarrei Kleukheim. Der eingezogene Chor wurde 1839 errichtet, ein dreiachsiges Langhaus 1954 angebaut. Den einachsigen, etwa quadratischen Chorraum überspannte eine flache Putzdecke. Die Chorfassade gliederten Eckpilaster sowie Tür- und Fensterrahmungen mit Scheitelsteinen aus Sandstein. Auf dem abgewalmten Chordach befand sich ein neuerer Dachreiter mit einem achteckigen Spitzhelm. Aufgrund von erhebnlichen Baumängeln wurde das Gotteshaus 1974 abgebrochen und zwischen 1975 und 1976 ein Ersatzneubau errichtet. Der Entwurf stammt vom Bauingenieur Erwin Steinbrückner vom Baureferat des Erzbischöflichen Ordinariates in Bamberg. Am 23. Mai 1967 erfolgte die Einweihung.
In der Bayerischen Denkmalliste sind für Kümmel vier Baudenkmäler aufgeführt.